# Peter Mehringer
Peter Mehringer est un lutteur américain spécialiste de la lutte libre né le 15 juillet 1910 et mort le 27 août 1987.

## Biographie
Peter Mehringer participe aux Jeux olympiques d'été de 1932 à Los Angeles dans la catégorie des poids mi-lourds et remporte la médaille d'or.